# Nicolò Molinelli
Nicolò Molinelli, auch Niccolò Molinelli, ist ein professioneller italienischer Pokerspieler, der hauptsächlich online spielt. Er ist zweifacher Braceletgewinner der World Series of Poker.

## Pokerkarriere

### Werdegang
Molinelli erzielte seine erste Geldplatzierungen bei Live-Pokerturnieren 2014 in Campione d’Italia. Anfang Mai 2017 gewann er ein Side-Event der PokerStars Championship in Monte-Carlo und erhielt eine Siegprämie von rund 10.000 Euro.
Anfang September 2020 gewann der Italiener auf der Onlinepoker-Plattform GGPoker, bei der er zu diesem Zeitpunkt noch unter dem Nickname Paquitooo spielte und mittlerweile seinen echten Namen nutzt, ein Bounty-Turnier der World Series of Poker Online (WSOPO). Das Event in der Variante No Limit Hold’em hatte ein Teilnehmerfeld von 1925 Spielern und brachte Molinelli ein Bracelet sowie eine Siegprämie von rund 145.000 US-Dollar ein. Bei der WSOPO 2021 setzte er sich bei der Limit Hold’em Championship gegen 179 andere Teilnehmer durch und sicherte sich knapp 90.000 US-Dollar sowie sein zweites Bracelet.

### Braceletübersicht
Molinelli kam bei der WSOP 13-mal ins Geld und gewann zwei Bracelets:
| Jahr   | Buy-in (in $) | Turnier                                        | Teilnehmer | Preisgeld (in $) |
| ------ | ------------- | ---------------------------------------------- | ---------- | ---------------- |
| 2020 O | 1050          | GGPoker.com – Bounty No Limit Hold’em 6-Handed | 1925       | 144.198          |
| 2021 O | 2500          | GGPoker.com – Limit Hold’em Championship       | 0180       | 088.461          |